# Sam i Max: Niezależni policjanci
Sam i Max: Niezależni policjanci (ang. Sam & Max: Freelance Police, 1997–1998) – kanadyjsko-amerykański serial animowany. Zawiera 24 odcinki. Emitowany dawniej na antenie Canal+ Premium oraz na nieistniejącym kanale MiniMax.

## Fabuła
Sam i Max to dwóch bohaterów walczących ze przestępczością w Nowym Jorku. Sam to sfrustrowany pies. Nosi garnitur. Max to gołe, nadpobudliwe, psychopatyczne, królicze „coś”. Razem, działając nie do końca zgodnie z przepisami. Tworzą Lotną Brygadę (Freelance Police), wywracając do góry nogami cały świat przestępczy. Otrzymując zadania od tajemniczego „Komisarza” wędrują do najdziwniejszych zakątków.

## Wersja polska
Wersja polska: Start International Polska

Reżyseria: Dobrosława Bałazy

Wystąpili:
- Marek Obertyn – Sam
- Jacek Kopczyński – Max

## Spis odcinków
| N/o            | Polski tytuł | Angielski tytuł                 |
| -------------- | ------------ | ------------------------------- |
|                |              |                                 |
| SERIA PIERWSZA |              |                                 |
|                |              |                                 |
| 01             |              | The Thing That Wouldn't Stop It |
|                |              |                                 |
| 02             |              | The Second Show Ever            |
|                |              |                                 |
| 03             |              | Max's Big Day                   |
|                |              |                                 |
| 04             |              | Bad Day on the Moon             |
|                |              |                                 |
| 05             |              | They Came from Out There        |
|                |              |                                 |
| 06             |              | The Friend for Life             |
|                |              |                                 |
| 07             |              | The Dysfunction of the Gods     |
|                |              |                                 |
| 08             |              | Big Trouble at the Earth's Core |
|                |              |                                 |
| 09             |              | A Glitch in Time                |
|                |              |                                 |
| 10             |              | That Darn Gator                 |
|                |              |                                 |
| 11             |              | We Drop at Dawn                 |
|                |              |                                 |
| 12             |              | Christmas Bloody Christmas      |
|                |              |                                 |
| 13             |              | It's Dangly Deever Time         |
|                |              |                                 |
| 14             |              | Aaiiieee Robot                  |
|                |              |                                 |
| 15             |              | The Glazed McGuffin Affair      |
|                |              |                                 |
| 16             |              | The Tell Tale Tail              |
|                |              |                                 |
| 17             |              | The Trouble with Gary           |
|                |              |                                 |
| 18             |              | Tonight We Love                 |
|                |              |                                 |
| 19             |              | The Invaders                    |
|                |              |                                 |
| 20             |              | Kiss Kiss, Bang Bang            |
|                |              |                                 |
| 21             |              | Little Bigfoot                  |
|                |              |                                 |
| 22             |              | Fools Die on Friday             |
|                |              |                                 |
| 23             |              | Sam & Max vs. the Uglions       |
|                |              |                                 |
| 24             |              | The Final Episode               |
|                |              |                                 |